# ألكس سكيل
ألكساندر جيرالد (بالإنجليزية: Alex Skeel)‏ «ألكس سكيل»، ولد في 17 أغسطس 1995، وهو مدرب كرة قدم إنجليزي، وأحد الناجين من العنف الأسري القاتل الذي تعرض له على أيدي صديقته، جوردان وورث، التي ولدت في عام 1995 أيضًا.
حاز العنف الذي تعرض له سكيل على تغطية إعلامية واسعة النطاق نظرا لمدى بشاعة الاعتداء، حيث قامت وورث بطعن وتجويع وتعذيب سكيل، فضلا عن قطع أوتاره وتعريضه لحروق، كما أنه منعته من تلقي الرعاية الطبية اللازمة.
أصبحت وورث أول امرأة يصدُر بحقها إدانة لارتكابها جريمة التحكم القسري في شخص في المملكة المتحدة، كما أنه حكم عليها في عام 2018 بالسجن لسبعة أعوام ونصف عام نظير تلك الجرائم.
أجريت العديد من المقابلات الإعلامية مع سكيل بشأن الانتهاكات التي تعرض لها وسُردت قصته في فيلم وثائقي تابع لهيئة الإذاعة البريطانية «بي بي سي ثري»، يحمل اسم «انتهكت حقوقي من قبل صديقتي»، الذي عُرض للمرة الأولى في فبراير 2019، كما أن سكيل أصبح سفيرا لمؤسسة «مان كايند إنشياتيف» الخيرية المناهضة للعنف الأسري.